# Бутим
Бу̀тим (на гръцки: Κριθαράς, Критарас, до 1927 година Μπούτιμ, Бутим) е обезлюдено село в Република Гърция, разположено на територията на дем Неврокоп (Неврокопи) в област Източна Македония и Тракия.

## География
Селото е разположено на изхода на дълбокия Бутимски дол на северозапад от Драма, на 4 km западно от Блатчен (Ахладия).

## История

### Етимология
Според Йордан Н. Иванов името е стар славянски модел от корен в глагола бу̀там, бу̀тим, маслобойно каче, и наставка -им. Сравними са местните имена Кричим, Видим, Пордим, Вардим, Обидим, Цалим (Голем, Малки). Възможна е и декомпозиция от бутинѝш, място обрасло с бурени и субституция на н от м. Жителското име е бу̀тимля̀нин, бу̀тимля̀нка, бу̀тимля̀не или бу̀тимлѝя, бу̀тимлѝйка, бу̀тимилѝи.

### В Османската империя
В XV век в Бутим са отбелязани поименно 34 глави на домакинства. Селото е споменато като християнско. В XIX век Бутим е българско село в Неврокопска каза на Османската империя.
В XIX век Бутим е българско село в Неврокопска каза на Османската империя. В „Етнография на вилаетите Адрианопол, Монастир и Салоника“, издадена в Константинопол в 1878 година и отразяваща статистиката на населението от 1873 година, Будим (Boudime) е посочено като село с 65 домакинства и 230 жители-българи.
В 1889 година Стефан Веркович („Топографическо-этнографическій очеркъ Македоніи“) отбелязва Бутим като село с 65 български къщи.
В 1891 година Георги Стрезов пише за селото:
| „ | Бутим, на СЗ от Черешово 1 час. Същата почва и същият поминък. Местоположение още по-каменисто и стръмно. Църква, в която четат български, българско училище с 15 ученика. Къщи 70, българе. | “ |

Съгласно статистиката на Васил Кънчов („Македония. Етнография и статистика“) към 1900 година в Бутим (Бутимъ) живеят 400 българи християни.
Населението се занимава предимно със земеделие и скотовъдство, но край селото има и няколко варници. Бутимци често ходят на гурбет. В рапорт до Иларион Неврокопски от 1909 година селото е определено като „чисто българско“.
При избухването на Балканската война в 1912 година 30 души от Бутим са доброволци в Македоно-одринското опълчение.

### В Гърция
След Междусъюзническата война селото остава в Гърция и цялото му население се изселва в България. Според гръцката статистика, през 1913 година в Бутим (Μπούτιμ) живеят 329 души.
В 1925 година, след Търлиския инцидент, цялото население на селото се изселва в България - официално 195 жители. Тогава селото има 96 къщи и 550 жители само българи. Най-много бежанци от Бутим живеят в Гулянци и Шияково в Никополско и в Сингартия и Гърмен, Неврокопско.
В селото са настанени десет семейства гръцки бежанци от Турция. През 1927 година името на селото е сменено от Бутим (Μπούτιμ) на Критарас (Κριθαράς), което в превод значи „ечемик“. Към 1928 година броят на гръцките бежански семейства в Бутим е 10, а жителите на селото са 26 на брой. Селото е обезлюдено преди Втората световна война.
| Година    | 1913 | 1920 | 1928 | 1940 | 1951 | 1961 | 1971 | 1981 | 1991 | 2001 | 2011 | 2021 |
| --------- | ---- | ---- | ---- | ---- | ---- | ---- | ---- | ---- | ---- | ---- | ---- | ---- |
| Население | 329  | 198  | 26   |      |      |      |      |      |      |      |      |      |

## Личности
Родени в Бутим
- Ангел Димитров (1888 – ?), македоно-одрински опълченец, четата на Стоян Филипов, 15 щипска дружина[15]
- Ангел Костадинов (1888 – ?), македоно-одрински опълченец, четата на Стоян Филипов[16]
- Ангел Стефанов, македоно-одрински опълченец, 4 рота на 15 щипска дружина[17]
- Ангел Т. Коцев, македоно-одрински опълченец, 1 рота на 15 щипска дружина[18]
- Ангел Тозев (1884 – ?), македоно-одрински опълченец, четата на Стоян Филипов, четата на Стоян Мълчанков[19]
- Ангел Ян. Карамфилов, македоно-одрински опълченец, 1 рота на 15 щипска дружина[20]
- Ангел Янчев (1892 – ?), македоно-одрински опълченец, четата на Стоян Филипов, четата на Стоян Мълчанков[21]
- Атанас Васиков (1887 – ?), македоно-одрински опълченец, четата на Стоян Мълчанков[22]
- Атанас Великов (1887 – ?), македоно-одрински опълченец, четата на Стоян Филипов, 2 рота на 14 воденска дружина[23]
- Атанас В. Серафимов, македоно-одрински опълченец, 2 рота на 15 щипска дружина[24]
- Атанас Тодоров (1884 – ?), македоно-одрински опълченец, четата на Стоян Филипов, 2 рота на 15 щипска дружина, 4 рота на 11 сярска дружина[25]
- Божил Алексов Божков (1884 – ?), македоно-одрински опълченец, четата на Стоян Филипов, четата на Стоян Мълчанков, 15 щипска дружина[26]
- Георги Ангелов, български революционер от ВМОРО, четник на Димитър Запрянов,[27] македоно-одрински опълченец, 28-годишен, учител, ІІІ клас, четата на Стоян Филипов, четата на Стоян Мълчанков[28]
- Георги Петров (1890 – ?), македоно-одрински опълченец, Нестроева рота на 10 прилепска дружина[29]
- Димитър Г. Шопов (1884 – ?), македоно-одрински опълченец, четата на Стоян Филипов, четата на Стоян Мълчанков, 2 рота на 15 щипска дружина[30]
- Димитър Георгиев (1894 – ?), македоно-одрински опълченец, четата на Стоян Филипов, 2 рота на 15 щипска дружина[31]
- Димитър Илиев Гърбижанов (1877 – ?), македоно-одрински опълченец, четата на Стоян Филипов, 1 рота на 15 щипска дружина[32]
- Димитър Спасов Толев (Талев, Тонев, 1870 – ?), македоно-одрински опълченец, четата на Стоян Филипов, четата на Стоян Мълчанков, 1 рота на 15 щипска дружина[19]
- Иван Захариев Петков (1877 – ?), македоно-одрински опълченец, четата на Стоян Филипов, 1 рота на 15 щипска дружина[33]
- Илия Георгиев (1882 – ?), македоно-одрински опълченец, 3 рота на 5 одринска дружина[34]
- Костадин Дамянов (1887 – ?), македоно-одрински опълченец, четата на Стоян Филипов, 15 щипска дружина[35]
- Костадин Кръстев (1870 – ?), македоно-одрински опълченец, четата на Стоян Филипов, 3 рота на 15 щипска дружина[36]
- Кръстьо Георгиев Попов (1886 – ?), македоно-одрински опълченец, четата на Стоян Мълчанков, 1 рота на 15 щипска дружина[37]
- Мавроди Трифонов Маджаров (1892 – ?), македоно-одрински опълченец, четата на Стоян Филипов, 1 рота на 15 щипска дружина[38]
- Никола Константинов Кутинов (Котенов, 1879 – ?), македоно-одрински опълченец, четата на Стоян Мълчанков, 1 рота на 15 щипска дружина[39]
- Павле Николов (1888 – ?), македоно-одрински опълченец, четата на Стоян Филипов[40]
- Петър Ангелов (1889 – ?), македоно-одрински опълченец, четата на Стоян Филипов[41]
- Петър Ангелов Утманов (Утшаков), македоно-одрински опълченец, 1 рота на 15 щипска дружина[42]
- Петър Кръстев (1885 – ?), македоно-одрински опълченец, четата на Стоян Филипов[43]
- Сотир Георгиев Маджаров (1884 – ?), македоно-одрински опълченец, четата на Стоян Филипов, 1 рота на 15 щипска дружина[38]